# Yourself or Someone Like You
Yourself or Someone Like You é um álbum de estúdio da banda Matchbox Twenty, lançado em 1 de outubro de 1996, produzido pela Atlantic Records. Este álbum está na lista dos 200 álbuns definitivos no Rock and Roll Hall of Fame..
O álbum retrata temas clássicos do rock, como situações de solidão, abuso psicológico, humilhação, raiva e alcoolismo. Vendeu mais de 12 milhões de cópias só nos Estados Unidos e foi certificado como Diamante, chegando a Multi-platina no Canadá, Austrália e Nova Zelândia. Até o momento, vendeu mais de 15 milhões de cópias mundialmente.

## Músicas
| N.º | Título           | Duração |  |
| 1.  | "Real World"     | 3:50    |  |
| 2.  | "Long Day"       | 3:45    |  |
| 3.  | "3 a.m."         | 3:46    |  |
| 4.  | "Push"           | 3:59    |  |
| 5.  | "Girl Like That" | 3:45    |  |
| 6.  | "Back 2 Good"    | 5:40    |  |
| 7.  | "Damn"           | 3:20    |  |
| 8.  | "Argue"          | 2:58    |  |
| 9.  | "Kody"           | 4:03    |  |
| 10. | "Busted"         | 4:15    |  |
| 11. | "Shame"          | 3:55    |  |
| 12. | "Hang"           | 3:57    |  |